# Renault 16
Renault 16 — французький автомобіль середнього класу, що серійно вироблявся компанією Renault з 1965 по 1980 рік. Всього виготовлено 1 851 502 автомобілів.

## Історія створення

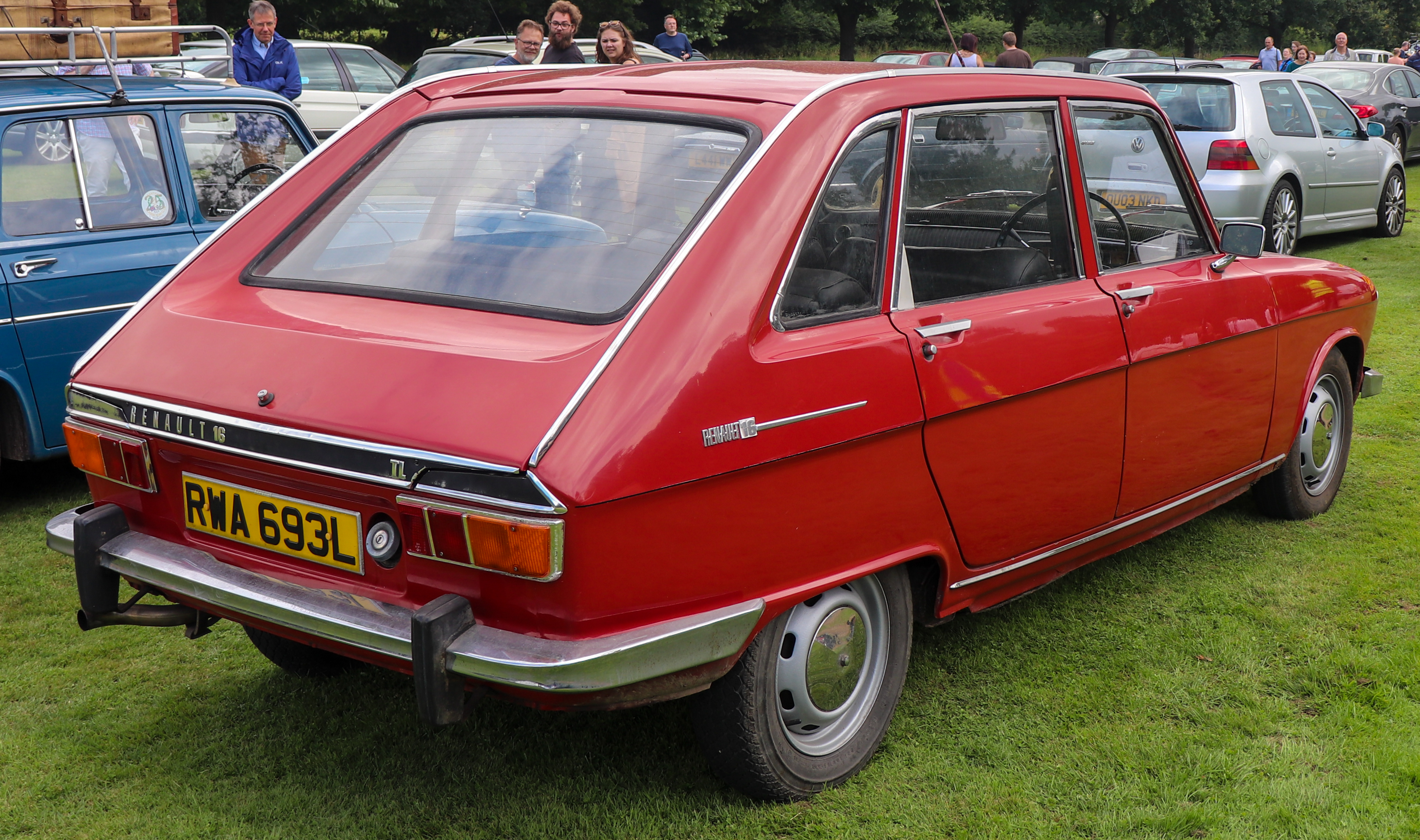

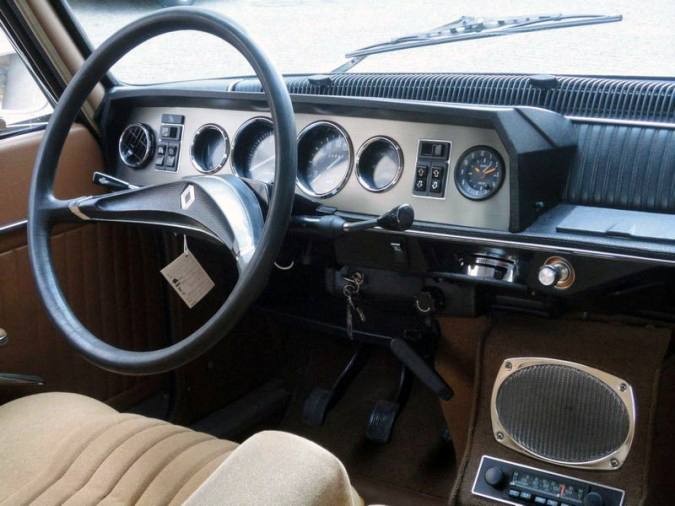

Автомобіль розроблявся з початку 1960-х років під позначенням Renault 1500, прем'єра передсерійних прототипів відбулася на Паризькому автосалоні в жовтні 1964 року.
Виробництво почалося в березні 1965 року на заводі в Сандувіле, департамент Приморська Сена.

## Популярність
Модель стала етапною для європейського автомобілебудування, поклавши початок популяризації автомобілів «сімейного» класу з кузовом хетчбек, а також переднього приводу. Фактично Renault 16 встановив стандарти для цього класу на багато років вперед і послужив об'єктом наслідування для багатьох виробників як у Франції, так і за її межами.
У 1966 році Renault 16 був удостоєний титулу «Європейський автомобіль року». Автомобіль випускався протягом 15 років, і навіть в кінці цього терміну користувався гарним попитом, залишаючись серед найпопулярніших моделей у своєму класі.

## Двигуни
- 1.5 л A1K I4 59 к.с.
- 1.6 л A2L I4 67 к.с.
- 1.6 л A2L I4 83 к.с.
- 1.7 л A-Type I4 93 к.с.